# TAG (холдинг)
TAG (Techniques d’Avant Garde) Group S.A. — частный холдинг, находится в городе Люксембурге (столица государства Люксембург). Руководитель — Мансур Ойех — сын основателя группы Акрама Ойеха, богатого саудовского предпринимателя. TAG основан в 1975 году.

## Авиация
TAG Aeronautics дистрибьютор самолётов Bombardier на Ближнем Востоке.
Находящийся в Женеве, TAG Aviation организатор авиационных услуг, чартеров, обслуживания самолётов. TAG Aviation USA, Inc — авиационная компания, находящаяся в Сан-Франциско. TAG также является совладельцем компании AMI Jet Charter company (авиационные грузоперевозки).
TAG Farnborough Airport Ltd. — филиал TAG Aviation, арендует на 99 лет аэропорт Фарнборо в Великобритании.

## Автоспорт
TAG спонсировала команду Формулы-1 Williams в начале 80х годов XX века и финансировала создание турбодвигателя Porsche для команды McLaren в середине 1980-х годов. Сотрудничество с McLaren продолжалось 30 лет, до 2015 года. 
Исполнительный директор компании Жан-Клод Бивер подтвердил, что с 2016 года они будут сотрудничать с Red Bull Racing.
«Мы подписали контракт с Red Bull Racing. Это молодая, динамично развивающаяся команда, что идеально сочетается со стратегией TAG Heuer», – заявил он в интервью швейцарскому изданию L’Hebdo. .

### Двигатели TAG в Формуле-1

#### Спецификация
- V-образный 6-цилиндровый с углом развала цилиндров 80º
- Рабочий объём 1489 см²
- Мощность 700 л.с.
- Максимальные обороты 11500 об/мин
- Турбонагнетатель 2 KKK
- Вес 150 кг

#### Статистика
| Модель                      | Сезоны    | Гран-при | Победы | Поулы | Быстрые круги | Очки  | Шасси                              | Команды                        |
| --------------------------- | --------- | -------- | ------ | ----- | ------------- | ----- | ---------------------------------- | ------------------------------ |
| TAG/Porsche TTE PO1 1,5 V6T | 1983-1987 | 68       | 25     | 7     | 18            | 405,5 | McLaren 4-1E, 4-2, 4-2B, 4-2C, 4-3 | Marlboro McLaren International |

## Бывшие дочерние компании
Другие сферы деятельности — высокие технологии, недвижимость и потребительские товары.
TAG Electronics Holdings — объединённая с McLaren Composites для создания  McLaren Applied Technologies.
TAG McLaren Audio — продана британскому производителю аудио оборудования Audiolab.
TAG Heuer  — один из наиболее известных швейцарских производителей часов (специализация на гоночных хронографах).